# دم‌سرخ پشت‌بلوطی
دم‌سرخ پشت‌بلوطی (نام علمی: Phoenicurus erythronotus) نام یک گونه از تیره مگس‌گیران است.